# Seznam slovenskih knjižničarjev
Seznam slovenskih bibliotekarjev.

## A
- (Štefan Adamič) †
- (Jakob Alešovec) †
- Milojka Alič †
- Melita Ambrožič
- Ivan Andoljšek †
- Jernej Antolin Oman
- Mara Vera Arčon †
- Ivo Arhar †
- Vojan Tihomir Arhar †
- Miljutin Arko †
- Tine (Dragotin) Arko †
- Majda Armeni †
- (Janez Arnež) †
- Pavla Arzenšek †
- Anton Aškerc ml. †

## B
- Adolf Baar †
- Alenka Bagarič
- Stanislav Bahor †
- Leo Baebler †
- Karel Bačer †
- Bojana Bajec
- Jože Bajec †
- Stojan Albert Bajič †
- Anton Bajt †
- Silva Bandelj
- Tatjana Banič
- Dušan Baran †
- Ivanka Baran (r. Žmavc) †
- Štefan Barbarič †
- T. Bartol
- Tea Bemkoč
- Marjana Benčina
- Branko Berčič †
- Marija Bergant (r. Knez)
- Darinka Berk
- Oton Berkopec †
- Irena Berlič †
- Breda Bertalanič
- Ivan Bidovec †
- Zvonko Bizjak †
- Meta Blagšič
- Luka Blažič
- (Viktor Blažič) †
- Marjan Blažon
- Jan Dominik Bogataj?
- Katarina Bogataj Gradišnik
- Franček Bohanec †
- Slavko Bohanec  †
- Valter Bohinec †
- Alojzij Bolhar †
- Milena Bon
- Anica Božič †
- Maja Božič
- Jana Bradač
- Janko Bratina †
- Marijan Brecelj †
- Tadeja Brešar?
- Patricija Breznikar
- Ivan (Mijo) Brlek †
- Just Buda †
- Nikica Brumen †
- Andrej Brvar
- Stanko Bunc †
- Franca Buttolo

## C
- Gabriela Caharija
- (Stanko Cajnkar) †
- (Karl Capuder) †
- Majda Capuder (r. Dekleva)
- Barbara Cesar
- Nataša Ciber
- Alojz Cindrič  †
- Majda Clemenz
- Metka Cotič
- Aleš Cvek
- Martin Cvelbar
- Marija Cvetek
- Drago Cvetko
- Rudolf Cvetko †

## Č
- Jože Čakš
- Marjeta Čampa ?
- Lučka Čehovin †
- Stane Čehovin
- Peter Čerče
- Dušan Černe? †
- Igor Černe
- Viljem Černo †
- Ana Černuta Deželak
- Vera Čertalič
- Nada Češnovar
- Darinka Čobec
- Štefan Čok?
- Breda Čop
- Matija Čop †
- Špelca Čopič †
- Silva Črnugelj
- Nada Čučnik Majcen
- Angela Čuk

## D
- Marjeta Dajčman Rogelj
- Darja Debeljak
- Dane Debič †
- Mateja Demšar SL
- (Štefan) Zlatko Deniša †
- Vida Dernulc
- Fran Detela †
- Aleksandra Devetak (Gorica, Italija)
- Zlata Dimec †
- France Dobrovoljc †
- Milan Dodič †
- Patricija Dodič
- Anton Dokler †
- Jaro Dolar †
- Jaka Dolenc †
- Mojca Dolgan Petrič
- Janez Anton Dolničar †
- Lea Domanjko †
- Marjeta Domej
- Mitja "Mičo" Domicej †
- Julia Doria
- Ivan Dornik †
- Albert Drašček †
- Neja Drevenšek
- Helena Ana Drewry
- Franc Drolc †
- Anja Dular

## E
- Irena Eiselt
- Jakob Emeršič †
- Majda Emeršič
- Urška Emeršič
- Bernard Ferdinand Erberg †
- Ludvik Erjavec †
- Matjaž Eržen

## F
- Marija Fabjančič (r. Klemenčič)
- Franka Ferletič (por. Černic) †
- Jerneja Ferlež
- Marta Filli †
- Breda Filo †
- Majda Fister †
- Ana Florjančič
- Simona Frankl
- Sabina Fras Popović
- Marica Frece †
- Darja Frelih †
- Janez (Ivan) Fugina †
- Roža Fuis

## G
- Vida Gaspari Tausig †
- Slavko Gaberc
- Lidija Gačnik Gombač
- Zdenka Gajser
- Vida Gaspari Tausig †
- Jelka Gazvoda
- Marjan Geoheli †
- Jaka Gerčar
- Luisa Gergolet (Trst)
- Bogomil Gerlanc †
- Janko Germadnik
- Mihael Glavan †
- Janko Glazer †
- Joža Glonar †
- Nataša Godec
- Berta Golob
- Borut Gombač
- Sonja Gorec †
- Branko Goropevšek †
- Lea Grabrijan †
- Sandra Grajfoner
- Jerneja Grašič
- Mar(ij)a Grašič
- Gita Grecs Smole
- Meta Grgantov
- Milka Grgič; Mojca Grgič
- Silvo Grmovšek
- Vilma Grmovšek Simončič
- Martin Grum
- Alfonz Gspan †
- Priscila Gulič Pirnat

## H
- Jožica Habjan
- Nastja Hafnar
- Stanislav Hafner †
- Damijana Hainz
- Barbara Hanuš
- Bruno Hartman †
- Drago Hasl †
- Frančišek Herbitz †
- Ivica Hočevar
- Jože (A.) Hočevar
- Matjaž Hočevar
- Tatjana Hojan †
- Vesna Horžen
- Damijana Hrabar
- Alenka Hren Medved
- Matej Hreščak
- Angelika Hribar
- Katra Hribar Frol
- Marija Hribar
- Elizabeta Hriberšek Balkovec
- Nina Hriberšek Vuk
- Jasna Hrovat
- Renata Hrovatič
- Alenka Hrovatin
- Hudelja?
- Marko Hudnik †
- Alenka Hudobivnik
- Martina Humar
- Vanja Huzjan

## I
- Gregor Ilaš
- Vera Ilich (r. Šlebinger) †
- Jana Intihar Ferjan
- Tatjana Intihar
- Marija Iskrenovič

## J
- Vilenka Jakac Bizjak †
- Majda (Jakše) Ujčič
- Helena Jaklič?
- Nina Jamar
- Alenka Jamnik
- Tilka Jamnik
- Ljudmila Jan †
- Zoltan Jan
- Stanko Janež †
- Helena Janežič
- Olga Janša Zorn †
- Marija Javoršek (r. Kiauta)
- Jazbinšek
- Janja Jedlčovnik ?
- Frančišek Jere †
- Ines Jerele
- Claudia Jerina Mestnik
- Ivan Jermol †
- Anja Jerše Bone
- Nataša Jordan
- Jožica Jožef Beg
- Hermina Jug-Kranjec †
- Janez Jug
- Tjaša Jug
- Boris Jukić
- Dani Jurgec
- Mirko Juteršek †
- S. Juvan
- Ana Juvančič Mehle
- Primož Južnič

## K
- Ahacija Kacin †
- Slavka Kajba Milić †
- Vladimir Kajzovar †
- Barbara Kalan
- Pavle Kalan †
- Franc Domenik Kalin †
- Matija Kalister †
- Ludvik Kaluža
- Mateja Kambič
- Ignac Kamenik †
- Nataša Kandus
- Alenka Kanič
- Ivan Kanič
- Božidar Kante
- Dragotin Kardoš
- Breda Karun
- Božidar Kantušer †
- Katarina Kastelic
- Miha Kastelic †
- Irena Kavčič
- Kajetan Kavčič †
- Irena Kavčič
- Alenka Kavčič Čolić
- Marinka Kenk-Tomazin
- Robert Kereži
- Joža Kerin †
- Dušan Kermavner
- Irena Kernel †
- Peter Keršič
- Zlata Kert †
- France Kidrič †
- Renata Klančnik
- Janko Klasinc
- Aleš Klemen
- Sonja Klemenc †
- Ivan Klemenčič
- Jakob Klemenčič
- Liljana Klemenčič
- Elizabeta Kmecl ?
- Božena Kmetec Friedl
- Marija Knez Bergant †
- Ida Knez Račič †
- Seta Knop
- Marjana Kobe †
- Tomaž Kobe
- Ana Koblar Horetzky †
- Štefan Kociančič †
- (Gorazd Kocijančič)
- Katarina Kocijančič
- Leda Kocjan
- Urša Kocjan
- Eva Kodrič Dačić
- Nivea Kofol
- Tina Kokalj Grebenc
- Jože Kokole †
- Nataša Kokošinek
- Jana Kolar
- Marjan Kolar †
- Petra Kolenc
- Teja Koler Povh
- Antonija Kolerič †
- Božena Kolman Finžgar
- Darko Komac
- Gvido Komar
- Mateja Komel Snoj
- Bogo Komelj †
- Ivan Konte †
- Jernej Kopitar‎ †
- Boštjan Koražija
- Nataša Koražija
- Alenka Koron
- Bruno (Jože) Korošak †
- Ančka Korže Strajnar †
- Jože Kos †
- Stanislav Kos †
- Saša Kos?
- Jurij Kosmač †
- Josip Kosovel †
- Jože Košir †
- Boris Košorok †
- Oriana Košuta Krmac
- Mirjam Kotar
- Mojca Kotar
- Andrej Kovač †
- Tatjana Kovač
- Cveta Kovačič
- Erik Kovačič †
- Barbara Kovář
- Ferdo Kozak †
- Kristian Koželj
- Josip (Pepe) Kraigher †
- Lojz Kraigher †
- Fanika Krajnc Vrečko
- Pavel Krajnik †
- Desanka Kraker †
- Marija Kramar (r. Sergaš)
- Darja Kramberger
- Cene Kranjc †
- Marko Kranjec  †
- Mateja Krapež
- Janko Krek
- Karmen Kreže
- Samo Kristan
- Slavka Kristan
- Duša Krnel Umek
- Zoran Krstulović
- Angelo Kukanja †
- Marija Kumer
- Uroš Kunaver
- Martin Kuralt †
- Robert Kuralt †
- Branko Kurnjek?
- Filip Küzmič
- Franc Kuzmič †

## L
- Andrijan Lah †
- Špela Lah
- Vessna Laissani
- Dragana Laketić
- Darja Lavrenčič Vrabec
- Viljem Leban
- Dunja Legat
- Tine Lenarčič †
- Marjana Lenassi
- Nina Lenček (r. Lovrenčič) †
- Anita Leskovec
- Vera Levovnik-Mirt=Vera Mirt Levovnik
- Fran Levstik †
- Vera Levstik †
- Darinka Likar (r. Stegovec) †
- Mirana Likar Bajželj
- Tatjana Likar
- Jožef Kalasanc Likavec †
- Marjana Lipoglavšek (r. Cimperman)
- Artur Lipovž
- Maja Lipužič
- Urška Lobnikar Paunović
- Janez Logar †
- Alenka Logar Pleško
- Slavka Lokar †
- Nina Lončar
- Nina Antonija Lovrenčič-Lenček †
- Rajko Ložar †
- Dušan Ludvik †
- Slavica (Vekoslava) Ludvik †
- Matjaž Lulik

## M
- Srečko Maček
- Franček Majcen †
- Francesco Majer †
- Lidija Majnik
- Ksenija Majovski
- Luana Malec
- Jasna Malešič
- Miha Mali?
- Janko Malle?
- Simon Malmenvall
- Irma Marinčič Ožbalt
- Irena Marinko
- Ivan Marković
- Erika Marolt
- Marija Maršič
- Ana Martelanc
- Tomo Martelanc †
- Tatjana Martinčič
- Jasna Maver
- Rudi Meden
- Ana (Juvančič) Mehle
- Tanja Merčun Kariž
- Ida Merhar †
- Leopold Mikec Avberšek
- Manja Miklavc
- Milojka Miklavčič
- Franc Miklošič †
- Metod M. Milač †
- Vera Mirt Levovnik
- Nadja Mislej Božič
- Tomaž Miško
- Veselin Mišković
- Ida Mlakar Črnič
- Karolina (Kaja) Mlakar
- Mojca Mlinar Strgar
- Uroš Mlinar
- Frančišek Mlinšek †
- Mihaela Mohar
- Miha Mohor
- Vida Mokrin Pauer
- Mitja Mole
- Janez Mrdavšič †
- Tjaša Mrgole Jukič
- Maruša Mugerli Lavrenčič
- Jože Munda †
- Tina Musec
- Peter Musi †
- Gottfried Muys †

## N
- Zoran Naprudnik †
- Matjaž Neudauer
- Charles Nodier †
- Mateja Norčič
- Borut Novak
- Marta Novak
- Victor Novak?
- Vlado Novak †
- Zdravko Novak †
- Silva Novljan

## O
- (Elizabeta Obolenska) †
- Joža Ocepek
- Irena Oder
- Milan Ojsteršek
- Tatjana Oset
- Borut Osojnik?
- Milan Osrajnik †
- Veronika Osredkar
- Majda Ostanek †
- Ludovik Osterc †
- Marjeta Oven
- Janez Ovsec †
- Katja Ozebek
- Irma Ožbolt
- David Ožura

## P
- Vlasta Pacheiner-Klander †
- Špela Pahor
- Janko Pajk †
- Breda Pajsar
- Jožef Papp
- Peter Pavletič
- Hedvika Pavlica Kolman
- Andrej Pavlič
- Milica Pavlović
- Smilja(na) Pejanovič
- Aljoša Pelhan
- France Pengal †
- Darja Peperko Golob
- Tone Perčič
- Ana Pernat
- Marjan Pertot †
- Ksenija Petaros Kmetec
- Simona Pečenik
- Maja Peteh
- Marija Petek
- Zdenka Petermanec
- Fran Petre †
- Amalia Petronio
- Nataša Petrov
- Mira Petrovič
- p. Felicijan (Jože) Pevec †
- Zoran Pevec
- Kristina Picco
- Luka Pintar †
- Milena Pintar
- Ivan Pintarič †
- Jožica "Žuža" Pirc
- Avgust Pirjevec †
- Tomaž Pirnat
- Jan Pisanski
- Bojan Pisk †
- Melita Pivec-Stele †
- Lado Planko
- Mateja Planko
- France Planteu
- Andreja Pleničar
- Boža Pleničar †
- Breda Podbrežnik Vukmir
- Igor Podbrežnik
- Mojiceja Podgoršek
- Neža Podjavoršek
- Lidija Podlesnik Tomášiková
- Justina Podpac †
- René Podhorsky †
- Vida Polanšek
- Tereza Poličnik-Čermelj
- Mirko Popovič †
- Alenka Porenta
- Dušan Poropat
- Alojzij Potočnik †
- Tanja Potočnik Kovše
- Ksenija Požar?
- Nada Požar Matijašič
- Barbara Pregelj?
- Bogo Pregelj †
- Zdenka Prek Smole †
- Igor Presl
- Tone Pretnar? †
- Zorica Pretnar
- Zvonka Pretnar
- Janez Krstnik Prešeren?
- Bert Pribac †
- Ivan Prijatelj †
- Alenka Prinčič
- Josip Puntar †
- Franc Pušnik
- Miro Pušnik

## R
- Zlatka Rabzelj
- Mojca Račič Simončič
- Nina Race
- Albert Rajer †
- Bernard Rajh
- Primož Ramovš †
- Slavica Rampih Vajzović
- Valerija Rant Tišler
- Anton Ratiznojnik
- Irena Razingar
- Silva Razpotnik
- Špela Razpotnik
- Ivan Rebernik
- Marjan Rebernik
- Anja Rebolj
- Matjaž Rebolj †
- Branko Reisp †
- Stanislav Renko †
- Simona Resman
- Polona Rifelj
- Boris Rifl
- Josip Rijavec †
- Veronika Rijavec Pobežin
- Damjan Ristić?
- Ksenija Rivo
- Aleksander (Konrad) Roblek †
- Matija Rode †
- Barbara Rogač
- Anton Roschmann †
- Zala Rott?
- Martina Rozman Salobir
- Anton Rožič †
- Anamarija Rožić
- David Runco
- Mirko Rupel †
- Marijan Rupert
- Jože Rus (geograf) †
- Miloš Rybář †

## S
- Irena Sajovic
- Karmen Salmič Kovačič
- Drago Samec?
- Marija Samec
- Marko Samec
- Petra Samec Stefančič
- Irena Sapač
- Andrej Savnik †
- Hans Schleimer †
- Jožef Schober
- Štefan Sedonja
- Tomaž Seljak & Marta Seljak
- Zdenka Semlič Rajh
- Miša Sepe †
- Franc Simonič †
- (Primož Simoniti) †
- Sandra Simoniti
- Urška Skalicky
- Žiga (Sigismund/Jurij Friderik) Skerpin †
- Rajko Slokar
- Ivanka Smola †
- Marijan Smolik †
- Ivana Soban
- Simona Solina
- Anka Sollner Perdih
- Jože Spanring †
- Janez Stare ?
- Jasna Branka Staman
- Vlasta Stavbar
- Konrad Stefan †
- Lovro Stepišnik † (potujoči)
- Nataša (Vanja) Stergar
- Sonja Stergaršek
- Vasja Sterle †
- Dragica Marta Sternad
- Metka Sternad
- Karmen Stopar
- Gvido Stres st. †
- Ivo Stropnik
- Franc Sušnik †
- Tone Sušnik †
- Magdalena Svetina Terčon
- Sonja Svoljšak

## Š
- Dagmar (Miša) Šalamun (r. Gulič) †
- An(ic)a Šašel †
- Alenka Šauperl
- Milan Šega †
- Klavdija Šek Škafar
- Mira Šekoranja Ban †
- (Lenart Šetinc)
- Jože Šifrer †
- Tatjana Šifrer †
- Ljubinka Šimunac
- Franc Šink †
- Simona Šinko
- Martina Šircelj †
- Mariza Škerk
- Franc Škerlj †
- Nena Škerlj
- Gregor Škrlj
- Žiga Šk(e)rpin †
- Iztok Škulj
- Irena Škvarč
- Janko Šlebinger †
- Mara Šlajpah Zorn †
- Leopold Šmalc †
- Mateja Šmid
- Renata Šolar
- Frenk Špiler?
- Marijan Špoljar
- Ljudmila Šribar
- Rozka Štefan †
- Martin Šteiner
- Jožica Štendler
- Anatol Štern
- Peter Štoka
- Andreja Štorman Vreg
- Suzana Štrempfelj
- Lidija Štruc
- Ciril Štukelj
- Karmen Štular Sotošek?
- Lepša Šturm †
- Vida Šturm †
- Rezka Šubic Pleničar
- Tanja Šulak?
- Suzana Šulek
- Krista Šuler †
- Simona Šuler Pandev
- Marjeta Šušterčič
- Katarina Švab
- Mateja Švajncer
- Rozina Švent

## T
- Darka Tancer Kajnih
- Inocenc Tauferer †
- Štefan Tausig †
- Bogo Teplý †
- Vasja Terčič?
- Damjana Tizaj Marc
- Frančišek Jožef Tolmajner † (Franciscus Josephus Thallmainer, 1698-1768)
- Borut Toth
- Sonja Tovornik
- Vera Troha
- Cvetka Tropenauer Martinčič
- Filip Trpin †
- Ksenija Trs (=Masten?)
- Mojca Trtnik
- Milanka Trušnovec
- Miro Tržan
- Tone Turičnik? †
- Dragica Turjak
- Janja Turk
- Nana Turk
- (Pavel Turner) †
- Angelca Turnšek
- Marijan Turnšek

## U
- Majda Ujčič
- Tomaž Ulčakar
- Ajda Ulčnik
- Mojca Uran
- Cecilij Urban †
- Darja Urbanc
- Jože Urbanija (1941)
- Marko Urbanija
- Vida Urek (r. Stanovnik)
- Gizela Ušeničnik †

## V
- Vikica Vajdetič †
- Darja Vajs Košir
- Anamarija Valantič
- Hilda Vaupot †
- Nežka Vaupotič †
- Maja Vavtar
- Saša Vegri (Albina Vodopivec) †
- Valentina Velkavrh
- Ciril Velkovrh †
- Dušan Verbič
- Andreja Vide Hladnik
- Petra Vide Ogrin
- Andreja Videc
- Polona Vilar
- Srečko Vilhar †
- Dušan Verbič
- Maks Veselko †
- Štefan Vevar
- Andreja Videc
- Polona Vilar
- Urška Vimer Kovaček
- Josip Vitek?
- Avgust Vižintin  †
- Marijanca Ajša Vižintin
- Jagoda Vobič †
- Gorazd Vodeb
- Albina Vodopivec (Saša Vegri) †
- Ines Vodopivec
- Viviana Vodopivec
- Franc Vogelnik †
- Ines Vodopivec
- Viviana Vodopivec
- Jožica Vogrinc
- Marjana Vončina
- Mira Vončina
- Simona Vončina
- Erika Vouk
- Damjana Vovk
- Mira Vovk Avšič
- Elizabeta Vovko Ozimek
- Alenka Vrabl
- Radojka Vrančič †
- Vlado Vrbič
- Fanika Vrečko Krajnc
- Matevž Vrečko
- Darko Vrhovšek
- Jože Vugrinec
- Andreja Vukmir?
- Maja Vunšek

## W
- Lidija Wagner
- Franz Xaver Wilde †
- Ferdinand Wolf ?

## Z
- Ana Zadnikar
- Franc Zadravec †
- Judit Zágorec Csuka
- (Dane Zajc) †
- Ana Zdravje
- Igor Zemljič
- Ludvik Zepič †
- Ivan Znidarčič †
- Daša Zobec
- Marica Zorko
- Elizabeta Savica Zorko (r. Šuligoj) †
- Teja Zorko
- Vinko Zorman †
- Marja Zorn-Pogorelc
- Jože Zrim †
- Alenka Zupan (Župančičeva n.)
- Jakob Zupan †
- Barbara Zupanc Oberwalder
- Špela Zupanc
- Barbara Zupančič †
- Jadranka Zupančič
- Jože Zupančič (bibliotekar)
- Saša Zupanič

## Ž
- Mojca Žaberl
- Marija (Marica) Žagar †
- Sonja Žakelj
- Matjaž Žaucer
- Darinka Žbogar †
- Ivan/Janez Krstnik (Avguštin) Žibert †
- Avgust Žigon †
- Franc Leopold Žigon †
- Joka Žigon †
- Zdenka Žigon
- Ivan Žmavc †
- Janez Žmavc †
- Andra Žnidar
- Marjan Žnidarič?
- Maja Žumer
- Davorin Žunkovič †
- Jože Žužek †